# 郑艺 (政治人物)
郑艺（1967年11月—），男，汉族，云南彝良人，中华人民共和国政治人物，中国共产党党员。现任辽宁省人民政府党组成员、副省长，中共辽宁省委政法委委员，辽宁省公安厅党委书记、厅长、督察长。曾任丽江市人民政府市长、中共西双版纳州委书记。

## 生平
2018年，郑艺被选为云南省出席第十三届全国人民代表大会代表。